# Evangelische Kirche Mainz-Laubenheim

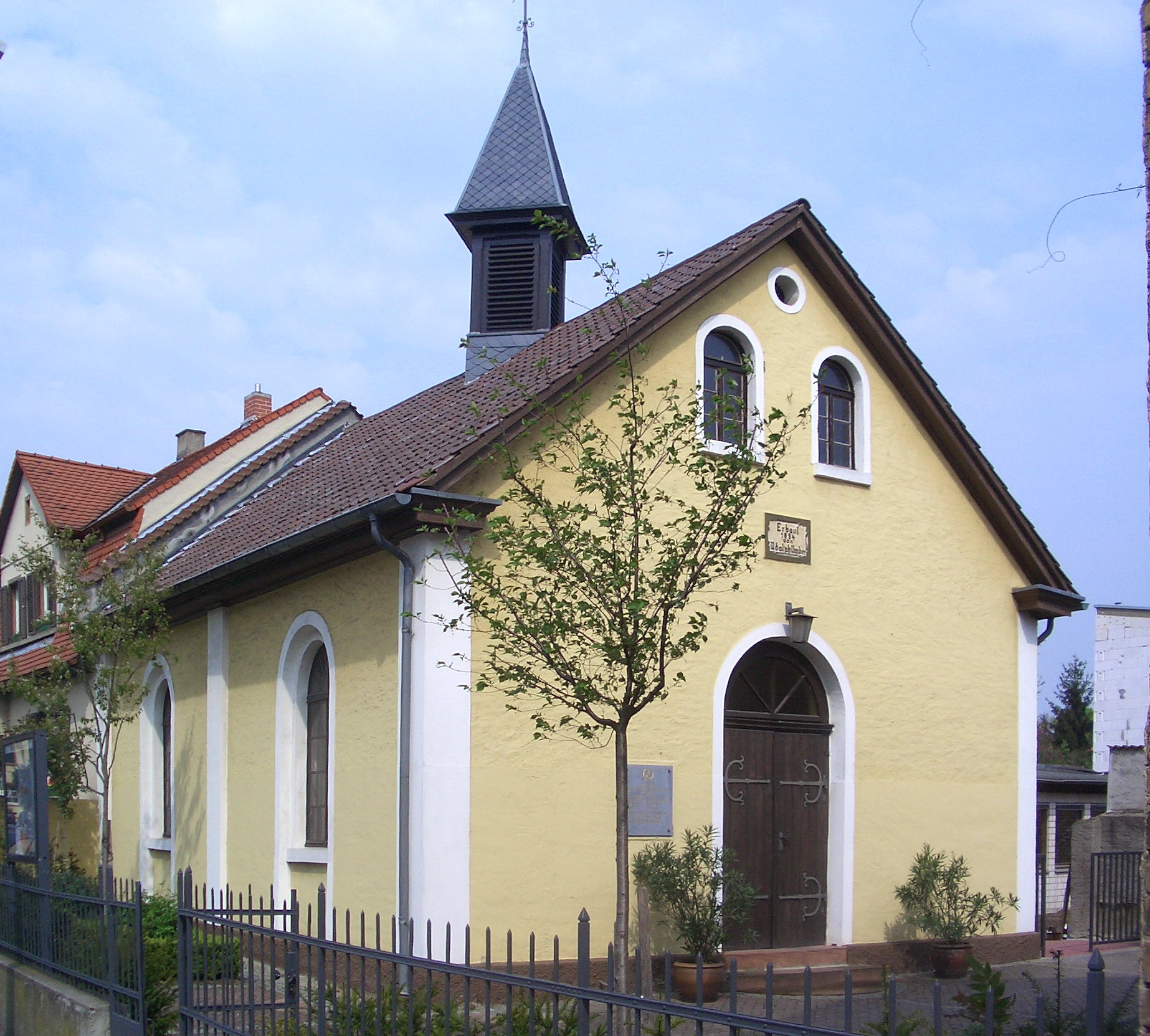
Die Kirche aus Sicht der Oppenheimer Straße

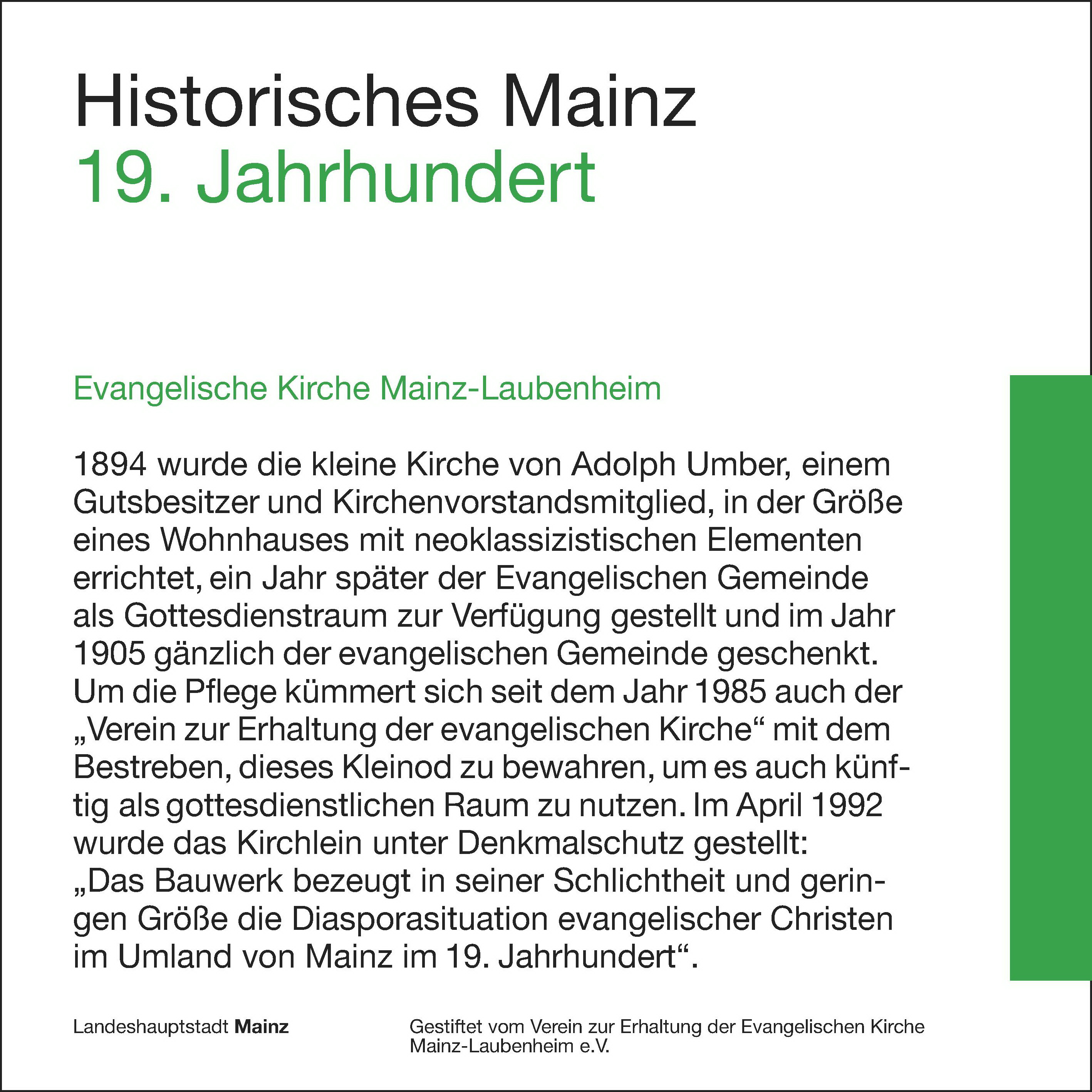
Plakette „Historisches Mainz“

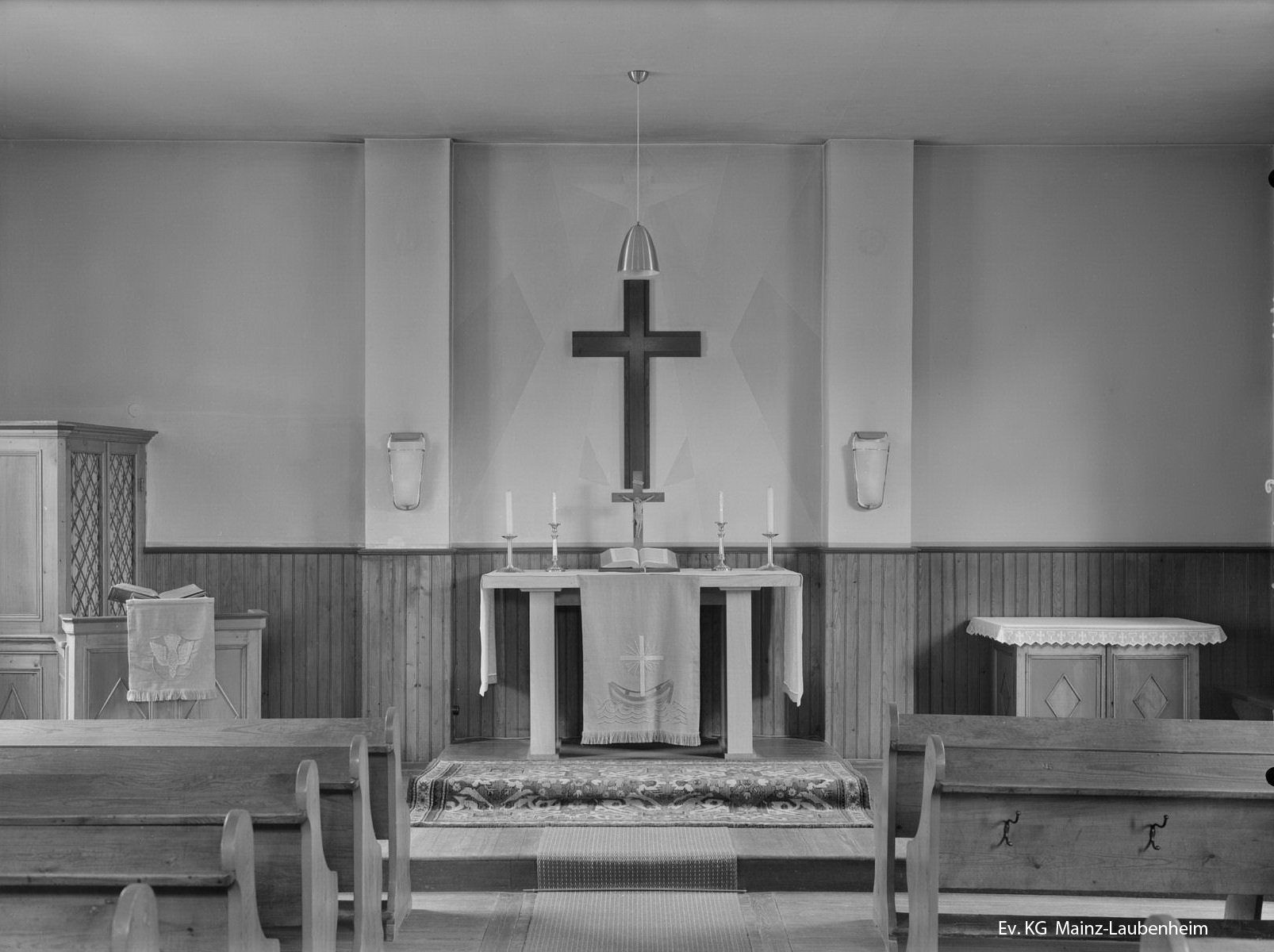
Innenraum der Kirche, 1965

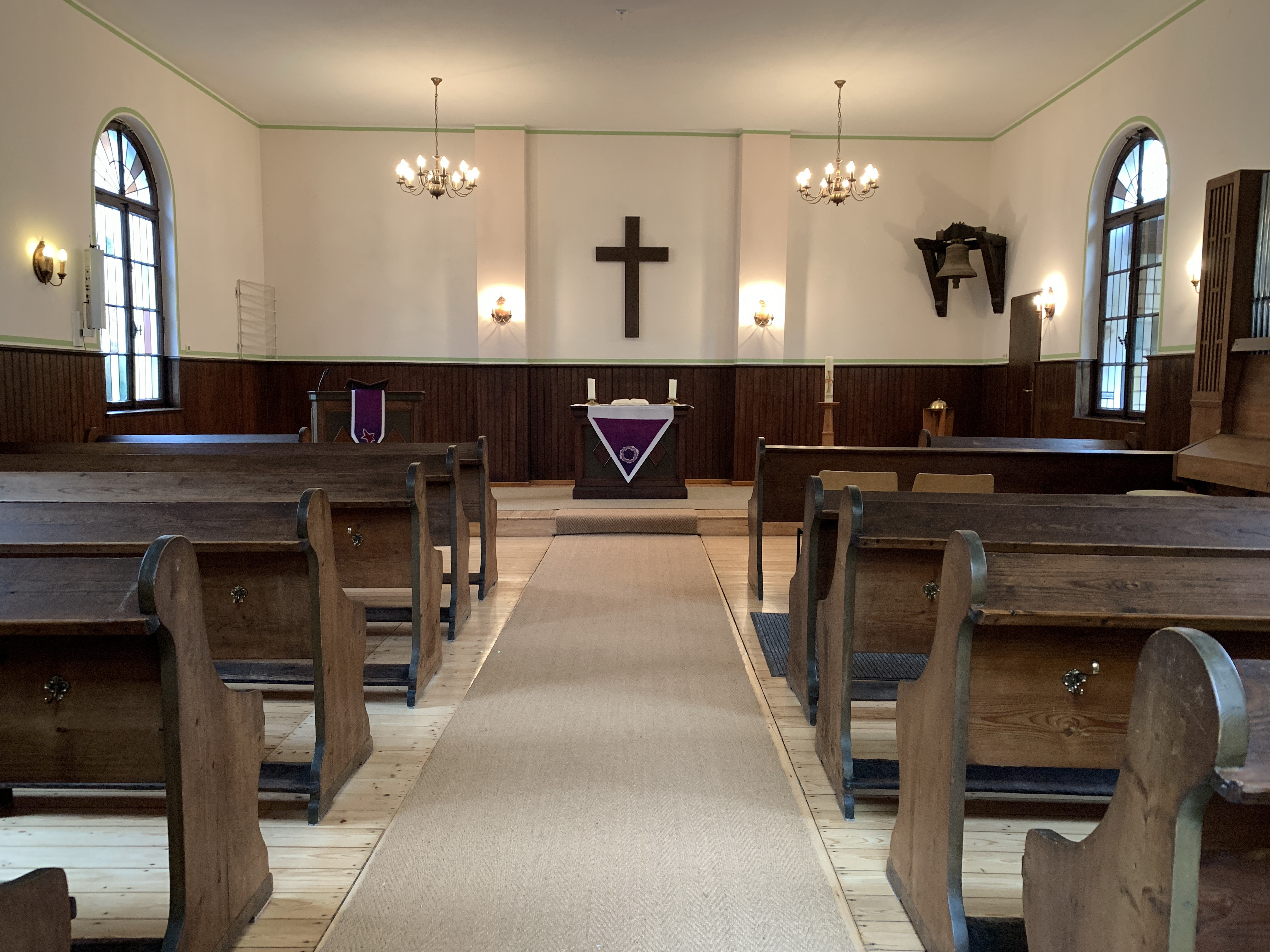
Innenraum nach der Renovierung 2020

Die Evangelische Kirche ist ein denkmalgeschütztes Kirchengebäude in Laubenheim, einem Stadtteil der rheinland-pfälzischen Landeshauptstadt Mainz. Die Kirchengemeinde Mainz-Laubenheim gehört zum Dekanat Mainz in der Propstei Rheinhessen und Nassauer Land der Evangelischen Kirche in Hessen und Nassau.

## Geschichte
1894 wurde in Laubenheim von Adolph Umber, einem Gutsbesitzer und Kirchenvorstandsmitglied, der Grundstein für die kleine Kirche in Größe eines Wohnhauses gelegt. Nach Fertigstellung 1895 stellte sie der Erbauer der Evangelischen Gemeinde als Gottesdienstraum zur Verfügung und schenkte sie ihr im Jahr 1905 gänzlich. Sie steht mitten im Ort – direkt an einer Bushaltestelle. Im April 1992 wurde die Kirche unter Denkmalschutz gestellt, und seit 2019 gehört sie zum Kreis der Historischen Gebäude von Mainz.

## Beschreibung
In der Beschreibung zur „Unterdenkmalschutzstellung“ vom April 1992 heißt es: „Bei der ev. Kirche handelt es sich um ein Zeugnis des handwerklichen Wirkens und um ein kennzeichnendes Denkmal, an dessen Erhaltung und Pflege aus wissenschaftlichen Gründen sowie zur Förderung des geschichtlichen Bewusstseins ein öffentliches Interesse besteht. In seiner Schlichtheit und der geringen Größe bezeugt das Bauwerk die Diasporasituation evangelischer Christen im Umland von Mainz im 19. Jahrhundert.“
Im Zuge der Luftangriffe auf Mainz wurde die Kirche am 1. Februar 1945 schwer beschädigt.
Die Kirche ist 11 m lang und 8 m breit und verfügt über etwa 60 Sitzplätze. Sie besitzt eine kleine Orgel.

## Ausstattung
Der ursprüngliche Altar wurde 1980 in das neu erbaute Evangelische Gemeindezentrum verbracht; an seiner Stelle wird seitdem ein kommodenähnlicher Schrank verwendet, der zuvor rechts vom Altar gestanden hatte (s. Abb. von 1965). Die Sitzbänke aus Weichholz sind schlicht gehalten. Im Innenraum hängt die erste Glocke von 1895, die 1989 durch eine neue Glocke ersetzt wurde.

## Pflege und Erhaltung
Während schon in den 1980er Jahren die Haushaltsmittel beschränkt waren, wurde im Jahr 1984 der „Verein zur Erhaltung der Evangelischen Kirche Mainz-Laubenheim e. V.“ mit dem Bestreben gegründet, die kleine Kapelle zu erhalten, um sie auch künftig als einen gottesdienstlichen Raum zu bewahren und zu nutzen. Diverse Erneuerungen werden in Eigenhilfe von den Mitgliedern übernommen.